# 伊斯特沃爾夫 (堪薩斯州)
伊斯特沃爾夫（英語：East Wolf）是位於美國堪薩斯州拉塞爾縣的一個鬼鎮。

## 歷史
伊斯特沃爾夫的郵政局於1872年設立，直到1887年結束營運。

## 地理
伊斯特沃爾夫所處的海拔為高於海平面459米（即1506英呎），而該地所採用的時區為UTC-6，即北美中部時區（CST）。同時該地設有夏令時間，為UTC-6調快一小時，即UTC-5（CDT）。